# UNTAC
United Nations Transitional Authority in Cambodia (UNTAC) (svenska: FN:s övergångsmyndighet i Kambodja) var namnet på Kambodja under dess period som  protektorat under FN mellan 1992 och 1993. UNTAC bildades efter att FN:s säkerhetsråd antagit resolution 745 vars mål var att implementera det fredsavtal som ingåtts i Paris 1991 mellan representanter för Folkrepubliken Kampuchea (senare Staten Kambodja) och FN vars viktigaste punkt var att säkra freden i landet och upprätta en självständig och demokratisk stat i Kambodja. Det var första gången som FN tagit över makten i en självständig stat och upprättat en egen administration. Fredsavtalet i Paris var resultatet av över ett decenniums diplomatiska förhandlingar.
I maj 1993 hölls de första demokratiska valen i Kambodjas historia organiserade av UNTAC. Valet resulterade i bildandet av en koalitionsregering ledd av prins Norodom Ranariddh och dennes parti FUNCINPEC. Den 20 maj 1993 lämnade FN över makten till Norodom Ranariddhs regering och den 24 september samma år antogs en ny konstitution som gjorde Kambodja till konstitutionell monarki varpå UNTAC officiellt upplöstes.
Trots att UNTAC lyckades genomföra de flesta av målsättningarna i sitt uppdrag och överlag betraktades som mycket framgångsrikt misslyckades man på en viktig punkt, att avväpna de Röda Khmererna, vilket gav upphov till att nya oroligheter blossade upp efter att UNTAC lämnat Kambodja 1993 och som inte på allvar skulle vara över förrän efter ledaren Pol Pots död 1998.